# بیاووگاردا
بیاووگاردا (به لهستانی:  Białogarda) یک روستا در لهستان است که در گمینا ویتسکو واقع شده‌است. بیاووگاردا ۲۲۳ نفر جمعیت دارد.